# Пшериці (Лодзинське воєводство)
Пшериці (пол. Przerycie) — село в Польщі, у гміні Броншевиці Серадзького повіту Лодзинського воєводства.
У 1975-1998 роках село належало до Серадзького воєводства.